# Járitz Józsa
Járitz Józsa (Budapest, 1893. február 17. – Budapest, 1986. augusztus 13.) festőművész.

## Pályafutása
Járitz András (1851–1922) kereskedő és Liptay Jozefa második gyermekeként született. 1912 és 1922 között a Magyar Képzőművészeti Főiskolán tanult, mesterei Deák-Ébner Lajos, Glatz Oszkár és Vaszary János voltak. 1914-ben Iványi-Grünwald Béla tanítványa volt a kecskeméti művésztelepen, az első világháború idején a Csáky utcai magániskolára járt, 1919-ben pedig Berény Róbert mesteriskolájában képezte magát tovább. 1924-től 1930-ig tánctanár volt Párizsban, itt rendszeresen kiállította műveit a Függetlenek Szalonjában. Egy angol mecénással is megismerkedett, aki jóvoltából 1937-ben Londonban is megfordult. 1931-ben hozta létre 13 másik festőnővel együtt a Képzőművésznők Új Csoportját. Miután visszatért Magyarországra, nyaranta Kiskunmajsán időzött. Tagja volt a Képzőművészek Új Társaságának és a Société des Artistes Indépendants-nak.

## Kiállításai

### Egyéni kiállítások
- 1922 • Helikon Galéria, Budapest [Csók Istvánnal, Rippl-Rónai Józseffel, Vaszary Jánossal] • Nemzeti Szalon, Budapest (kat.)
- 1924 • Galerie Visconti, Párizs
- 1928 • Salon des Vrais Indépendants, Párizs
- 1932 • Tamás Galéria, Budapest [Schaár Erzsébettel] • Lugano
- 1937 • Lugano
- 1938 • Tamás Galéria, Budapest
- 1959 • Ernst Múzeum, Budapest [Klie Zoltánnal, Gábor Jenővel és Csillag Istvánnal] (kat.)
- 1965 • Magyar Optikai Művek Kultúrház, Budapest (kat.)
- 1968 • Ernst Múzeum, Budapest (kat.)
- 1972 • Galerie I. de Balas, Brüsszel
- 1976 • Vaszary Terem, Kaposvár (kat.)
- 1983 • Bartók 32 Galéria [Matzon Frigyessel] (kat.)
- 1985 • Katona József Múzeum, Kecskemét
- 1979, 1983 • Kiskunmajsa
- 1998 • Ráday Galéria, Budapest (kat.).

### Válogatott csoportos kiállítások
- 1923 • Önarckép, Alkotás Művészház, Budapest
- 1925, 1930, 1934. április, 1936, 1940, 1941 • Képzőművészek Új Társasága kiállításai, Nemzeti Szalon, Budapest
- 1932 • Az új magyar művészet keresztmetszete, Tamás Galéria, Budapest
- 1932, 1934 • Munkácsy-céh kiállításai, Ernst Múzeum, Budapest
- 1933, 1936 • MKE kiállítása, Nemzeti Szalon, Budapest
- 1936 • Lengyel és magyar képzőművésznők kiállítása, Vigadó • Képzőművésznők Nemzetközi Kiállítása, London • New York
- 1947 • Első Zsűrimentes Kiállítás, Nemzeti Szalon, Budapest
- 1947, 1949 • MKE csoportkiállítása, Nemzeti Szalon, Budapest
- 1970 • The Briar Gallery, Chicago • Függetlenek Szalonja, Párizs
- 1970, 1975, 1980 • Mezőgazdaság a képzőművészetben, Magyar Mezőgazdasági Múzeum, Budapest
- 1971 • Salon des Artistes Français et Salon International des Beaux-Arts, Párizs
- 1972 • Balatoni Nyári Tárlat, Keszthely
- 1996 • A László Károly-gyűjtemény, Műcsarnok, Budapest
- 1997 • XX. századi művészet. Dr. Gömör Béla Gyűjteményéből, Kassák Lajos Múzeum, Budapest

## Művek közgyűjteményekben
- Herman Ottó Múzeum, Miskolc
- Katona József Múzeum, Kecskemét
- Konecsni Győrgy Helytörténeti Gyűjtemény, Kiskunmajsa
- Magyar Nemzeti Galéria, Budapest
- Tate Gallery, London